# Колестрада (Перуђа)
Колестрада је насеље у Италији у округу Перуђа, региону Умбрија.
Према процени из 2011. у насељу је живело 113 становника. Насеље се налази на надморској висини од 245 м.